# 西奧托克
西奧托克（西班牙語：Otoque Occidente），是巴拿馬的城鎮，位於該國中東部，由巴拿馬省的塔沃加區負責管轄，面積2平方公里，海拔高度0米，2010年人口262，人口密度每平方公里131人。